# Euphrasia subarctica
Euphrasia subarctica là loài thực vật có hoa thuộc họ Cỏ chổi. Loài này được Raup mô tả khoa học đầu tiên năm 1934.